# Pietro Donà

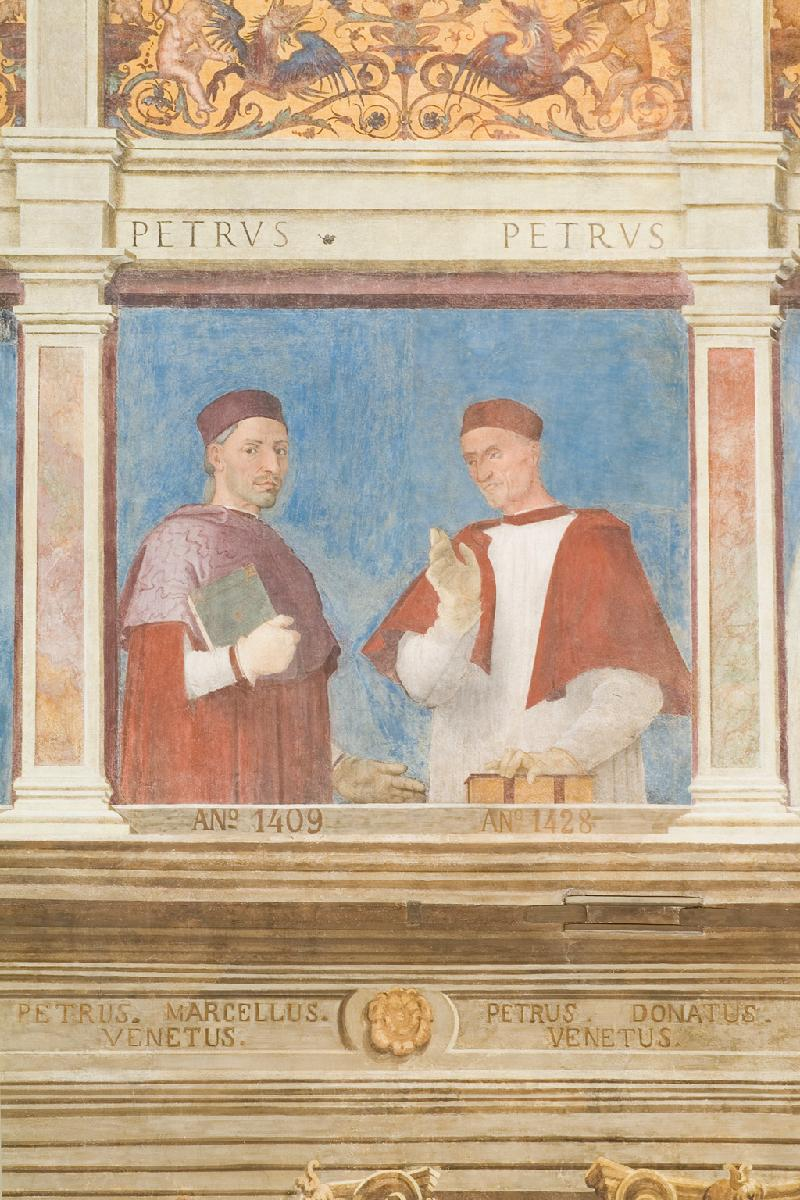
Rechts: Pietro Donà, aartsbisschop van Padua en kerkjurist. Fresco in het bisschoppelijk paleis van Padua, Italië

Pietro Donà of Donato (Venetië, circa 1390 – Padua, 7 oktober 1447) was een rooms-katholieke prelaat uit de republiek Venetië. Hij was aartsbisschop van Candia/Kreta (1415-1425), bisschop van Castello met titel van aartsbisschop (1425-1428) en bisschop van Padua met titel van aartsbisschop (1428-1447).
Afgezien van deze bisschopstronen was Donà hoofdzakelijk actief als rechtsgeleerde voor de Heilige Stoel. Zo was hij adviseur voor de paus op het concilie van Pavia-Siena (1426) en het concilie van Bazel (1431-1438) met vervolg op het concilie van Ferrara-Florence (1438-1439).

## Levensloop

### In dienst van de Romeinse Curie (1411-1431)
Donà was een zoon van Nicolò Donà, een patriciër in Venetië, hoofdstad van de gelijknamige republiek. Donà studeerde aan de universiteit van Padua, de universiteit van de republiek Venetië, en behaalde de graad van licentiaat in de letteren (1410). Van 1410 tot 1418 doctoreerde hij. Hij behaalde twee doctoraten, een in de letteren en een in het kerkelijk recht. Bronnen zijn niet eenduidig of hij ook een licentie in het burgerlijk recht behaalde. Voor zijn doctoraat in het kerkelijk recht had hij de directe steun van kardinaal Francesco Zabarella.
Om deze studies te bekostigen vroeg en kreeg hij financiële steun van de Romeinse Curie. In deze studiejaren bouwde hij een rijkelijke bibliotheek uit met kopieën van Griekse en Romeinse auteurs, alsook werken van canoniek recht. Donà genoot een inkomen als apostolisch protonotaris (vanaf 1411) en vroeg een bisschopszetel. Die kreeg hij in 1415: de aartsbisschoppelijke zetel van Kreta. Kreta of Candia werd bestuurd door de Venetiaanse republiek. Donà reisde nooit naar Kreta. Na het behalen van zijn doctoraat was Donà tewerkgesteld in de Romeinse Curie. 
In 1423 stuurde paus Martinus V hem naar Pavia. Omwille van de pest vluchtten enkele concilievaders naar Siena waar het concilie verder ging. Donà en andere legaten deden het voorbereidend werk. Ze stelden vast dat de roep om hervorming van het pausdom groter werd. Ze slopen ’s nachts de stadspoorten van Siena uit. ’s Anderendaags liet een handlanger van hem op de kathedraalpoort in Siena een verklaring ophangen dat het concilie van Siena afgelopen was (1424). Paus Martinus V was best tevreden hoe Donà het concilie van Siena had afgesloten. Hij benoemde Donà als legaat of gouverneur van Perugia, een stad in de Pauselijke Staat (1425). Tegelijkertijd verkreeg Donà het bisschopsambt van Castello (1425). Castello was de bisschopszetel in de Lagune van Venetië; Castello was samen met Venetië, zijn geboortestad, in economische expansie. Donà behield de titel van aartsbisschop. 
Hij trok niet naar Castello maar bestuurde de stad Perugia (1425-1431). In Perugia deed hij herstelwerken aan de kathedraal. 
Paus Martinus V transfereerde Donà van de bisschopstroon van Castello naar deze van Padua (1428). Donà bleef in Perugia als gouverneur. Een dispuut ontstond met de geestelijkheid van Perugia toen dezen een hardleerse monnik niet wilden uitleveren aan de pauselijke militie. Omwille van opstootjes verliet aartsbisschop Donà Perugia en trok hij dan toch naar zijn bisschopstroon in Padua (1431).

### Bisdom Padua (1431-1433)
Vanaf 1431 was Donà zetelend bisschop in Padua. Hij hield er zich bezig met tuchtmaatregelen. 

### In dienst van de Romeinse Curie (1433-1442)

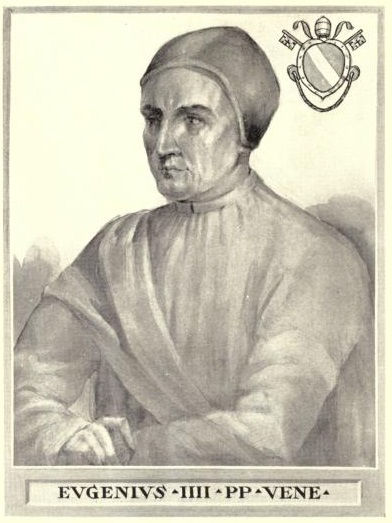
Paus Eugenius IV, ook een Venetiaan

De Venetiaan Paus Eugenius IV was intussen Martinus V opgevolgd. Eugenius IV was ontevreden over de oppositie tegen hem in het Concilie van Bazel. Donà vervoegde de pauselijke legaten in Bazel, waar de oppositie tegen het pausdom toenam (1433). De ondergeschiktheid van het pausdom aan het Concilie lag op tafel. Dit hield voor de concilievaders in het recht op de inkomsten uit de aflatenhandel en uit priesterwijdigen. Eugenius IV verliet boos het concilie (1434) doch Donà en de andere legaten onderhandelden verder in naam van de paus. In 1436 verliet Donà Bazel. De prins-bisschop van Bazel Frederik aan de Rijn zette het concilie er verder. 
Donà vervoegde zich bij paus Eugenius IV in Bologna (1436). Vanuit Bologna onderhield hij zijn relaties met de bisschopszetel in Padua en de regering in Venetië. In 1438 behoorde hij tot de pauselijke delegatie in het Concilie van Ferrara-Florence. De onderwerping van de Orthodoxe Kerken aan het Rooms gezag werd uitgewerkt. Door uitbraak van de pest in Ferrara ging het concilie verder in Florence. Deze onderwerping aan Rome betekende een winst in prestige voor het pauselijk gezag, ten nadele van de concilievaders rond Frederik aan de Rijn in Bazel.
De macht die aartsbisschop Donà verwierf aan de Romeinse Curie werd te veel voor tegenstanders van de republiek Venetië. In 1442 stuurde de Curie hem weg.

### Bisdom Padua (1442-1447)
Terug in Padua hield Donà zich bezig met zijn testamentaire schikkingen. Hij regelde de oprichting van een studentenhuis, genaamd Domus Sapientiae. Dit studentenhuis moest arme studenten kerkelijk recht huisvesten. Aan zijn neven stopte hij fondsen toe en hij regelde de verdeling van zijn bibliotheek en zijn correspondentie. Ook liet hij het bisschoppelijk paleis renoveren. In 1446 organiseerde Donà een synode van de geestelijkheid in Padua. Het gratis uitdelen van Heilige olie aan leken schafte hij af. Ook eiste hij gepaste kledij van geestelijken in de parochies. Aan de universiteit van Padua installeerde hij een leerstoel kerkelijk recht, gefinancierd door hemzelf.
Donà overleed in 1447, mogelijks aan de gevolgen van de pest. Hij werd begraven in de kathedraal van Padua.